# منتخب الكويت تحت 18 سنة لكرة السلة
منتخب الكويت الوطني لكرة السلة تحت 18 سنة هو منتخب كرة سلة وطني في الكويت، يشرف عليه اتحاد كرة السلة الكويتي. يمثل البلاد في مسابقات كرة السلة الدولية تحت 18 عامًا (تحت سن 18 عامًا).

## روابط خارجية
- سجلات مؤرشفة لمشاركات منتخب الكويت